# Ericentrodea mirabilis
Ericentrodea mirabilis là một loài thực vật có hoa trong họ Cúc. Loài này được (Sherff) S.F.Blake & Sherff mô tả khoa học đầu tiên năm 1923.